# 目的論的論証

銀河の画像

目的論的論証（英: teleological argument）または目的論的議論とは、神の存在論証の一つである。自然界に見られる秩序、設計、目的志向性に基づいて、それらの創造者である知的存在、すなわち神の存在を主張する議論である。物理神学的論証とも呼ばれ、またデザイン論証と同一視されることがある。
この議論は現在では、インテリジェント・デザイン論証という形で、アメリカの創造論者らによって援用されている。

## 概要

### 論証
この論証にはいくつかの変型があるが、次のように要約することができる。
1. ある現実 X は、あまりにも秩序立っており、あまりにも精巧であり、あまりにも熟慮されていて、またはあまりにも美しいため、それが偶発的に生じたとは考えにくい。X は無秩序に生じたのではなく、目的因、すなわち計画、構想、理念、意図、あるいは意志によって導かれている。
2. 従って、X は、知性、深識、熟慮の能力を持った存在によって生み出されたに違いない。
3. 従って、そのような知性、深識、熟慮の能力を持った創造者が存在し、我々はこれを定義上「神」と呼ぶ。
4. 結論：神は存在する。

## 歴史

### 古代ギリシャ
ソクラテス以前の自然哲学者たちは、宇宙の回転を秩序づける原因・原理（アルケー）について様々な説を提唱した。宇宙知性という概念は、初期にアナクサゴラス（紀元前500年頃 - 紀元前428年頃）によって、ヌース（古希: νοῦς）という形で提唱された。より古くには、ヘラクレイトスやピュタゴラスらが、宇宙秩序にロゴス（理性）を帰した。
プラトンの『パイドン』では、ソクラテスが死の直前に、アナクサゴラスが示した事物の秩序の原因としてのヌース（知性）という概念に期待を示しながらも、アナクサゴラスの唯物論的理解に異議を唱えたことが語られている。またプラトンは、『ティマイオス』篇で、知性を備えた宇宙秩序の創造者「デミウルゴス」について語っている。
プラトンの弟子であるアリストテレス（紀元前384年 - 紀元前332年）もまた、唯物論的理解への批判を受け継いだ。アリストテレスによれば、自然の事物は、「質料因」のみではなく「形相因」や「目的因」もまた「原因」（古希: αἴτιον）として考えなければならない。例えば鳥の翼の場合、飛ぶという目的が「目的因」として存在する。彼は人間の技術と対比しさせてこれを説明した。
もし技術から生じるものが何かのためにあるのだとすれば、自然から生じるものもまたそうであることは明らかである。… これは、他の動物において最も明らかである。彼らは技術によっても、探求や熟慮によっても何も行わないからである。そのため、一部の人々は、クモやアリなどの生き物が知性によって働いているのか、それとも別の方法によってなのか、まったく見当がつかない。… 何かを動かすものが熟慮しているのが見えないからといって、それが何かのために生じているのではないと考えるのは不合理である。… これは、誰かが自分自身に対して医術を実践する場合に最も明らかである。なぜなら、自然もまたそのようなものだからである。—アリストテレス『自然学』Ⅱ. 8
このようなアリストテレスの目的論的自然観は、議論の的となっている。

### 中世哲学
トマス・アクィナス（1225年 - 1274年）は、アリストテレスやイスラム哲学者アヴェロエスらから大きな影響を受け、彼の『神学大全』の中で目的論的議論を展開した。トマスは神の存在を論証する五つの道（羅: quinque viae）の五つ目の議論として、次のように述べた。
第五の道は、世界の統治から取られる。

我々は、知性を持たないもの、例えば自然の諸物体が目的のために行動していることを目にする。これは、彼らが常に、またはほとんど常に同じ方法で行為し、最良の結果を得ようとしていることから、明らかである。したがって、彼らがその目的を達成するのは、偶然によるのではなく、意図によるものであることは明白である。
さて、知性を持たないものは、それ自体で目的に向かって進むことはできない。それが目的に向かうためには、知識と知性を備えた何らかの存在によって導かれなければならない。ちょうど矢が射手によって導かれるように。

ゆえに、すべての自然のものをその目的へと導く知性的な存在が存在する。そして、この存在を我々は神と呼ぶ。—トマス・アクィナス『神学大全』第一部第2問第3項